# Przywódcy Niemieckiej Republiki Demokratycznej

Flaga przewodniczącego Rady Państwa NRD

## Chronologiczna lista faktycznych przywódcówNiemieckiej Republiki Demokratycznej(NRD)

### Sekretarze generalniSocjalistycznej Partii Jedności
| # | Imię i nazwisko                                      | Portret | Kadencja             | Kadencja             |
| # | Imię i nazwisko                                      | Portret | Od                   | Do                   |
| - | ---------------------------------------------------- | ------- | -------------------- | -------------------- |
| 1 | Wilhelm Pieck (1876-1960) Otto Grotewohl (1894-1964) |         | 22 kwietnia 1946     | 25 lipca 1950        |
| 2 | Walter Ulbricht (1893-1973)                          |         | 25 lipca 1950        | 3 maja 1971          |
| 3 | Erich Honecker (1912-1994)                           |         | 3 maja 1971          | 18 października 1989 |
| 4 | Egon Krenz (ur. 1937)                                |         | 18 października 1989 | 3 grudnia 1989       |

## Chronologiczna lista głów państwa (Przewodniczących Rady Państwa)Niemieckiej Republiki Demokratycznej(NRD)
- tymczasowo

| #                           | Imię i Nazwisko                     | Portret | Kadencja             | Kadencja             | Partia polityczna | Partia polityczna |
| #                           | Imię i Nazwisko                     | Portret | Od                   | Do                   | Partia polityczna | Partia polityczna |
| --------------------------- | ----------------------------------- | ------- | -------------------- | -------------------- | ----------------- | ----------------- |
| Prezydent Republiki         |                                     |         |                      |                      |                   |                   |
| −                           | Johannes Dieckmann (1876–1960)      |         | 7 października 1949  | 12 października 1949 |                   | LDPD              |
| 1                           | Wilhelm Pieck (1876–1960)           |         | 11 października 1949 | 7 września 1960      |                   | SED               |
| −                           | Johannes Dieckmann (1876–1960)      |         | 7 września 1960      | 12 września 1960     |                   | LDPD              |
| Przewodniczący Rady Państwa |                                     |         |                      |                      |                   |                   |
| 2                           | Walter Ulbricht (1893–1973)         |         | 12 września 1960     | 1 sierpnia 1973      |                   | SED               |
| -                           | Friedrich Ebert młodszy (1894–1979) |         | 1 sierpnia 1973      | 3 października 1973  |                   | SED               |
| 3                           | Willi Stoph (1914–1999)             |         | 3 października 1973  | 29 października 1976 |                   | SED               |
| 4                           | Erich Honecker (1912–1994)          |         | 29 października 1976 | 24 października 1989 |                   | SED               |
| 5                           | Egon Krenz (ur. 1937)               |         | 24 października 1989 | 6 grudnia 1989       |                   | SED               |
| 6                           | Manfred Gerlach (1928-2011)         |         | 6 grudnia 1989       | 5 kwietnia 1990      |                   | LDPD              |
| Przewodniczący Izby Ludowej |                                     |         |                      |                      |                   |                   |
| 7                           | Sabine Bergmann-Pohl (ur. 1946)     |         | 5 kwietnia 1990      | 2 października 1990  |                   | CDU               |